# Veribubo tabaninus
Veribubo tabaninus är en tvåvingeart som först beskrevs av Mario Bezzi 1925.  Veribubo tabaninus ingår i släktet Veribubo och familjen svävflugor. Inga underarter finns listade i Catalogue of Life.